# Þórður Guðmundsson
Þórður Guðmundsson (ur. 19 maja 1908 w Reykjavíku, zm. 19 października 1988 tamże) – islandzki piłkarz wodny, olimpijczyk.
Uczestnik Letnich Igrzysk Olimpijskich 1936 w Berlinie. Wraz z drużyną narodową wystąpił we wszystkich trzech meczach fazy grupowej (grał jako pomocnik). Islandia rozegrała spotkania przeciwko reprezentacjom: Szwajcarii (1–7), Szwecji (0–11) i Austrii (0–6). Islandczycy zajęli ostatnie miejsce w grupie, a w końcowej klasyfikacji ostatnie 13. miejsce wraz z trzema innymi zespołami.